# Schönhausen (Mecklembugo-Pomerania Occidental)
Schönhausen es un municipio situado en el distrito de los Lagos de Mecklemburgo, en el estado federado de Mecklemburgo-Pomerania Occidental (Alemania). Tiene una población estimada, a fines de 2021, de 222 habitantes.
Forma parte de la mancomunidad de municipios (en alemán, amt) de Woldegk.
Está ubicado junto a la frontera con el distrito de Pomerania Occidental-Greifswald.